# Hämmen
Hämmen är en sjö i Falu kommun och Ovanåkers kommun i Hälsingland och ingår i Dalälvens huvudavrinningsområde. Sjön har en area på 2,94 kvadratkilometer och ligger 235,9 meter över havet. Sjön avvattnas av vattendraget Bruksån (Glitterån) och ligger alldeles intill det gamla brukssamhället Svabensverk.

## Delavrinningsområde
Hämmen ingår i det delavrinningsområde (676751-149808) som SMHI kallar för Utloppet av Hämmen. Medelhöjden är 287 meter över havet och ytan är 23,27 kvadratkilometer. Räknas de 3 avrinningsområdena uppströms in blir den ackumulerade arean 58,72 kvadratkilometer. Bruksån (Glitterån) som avvattnar avrinningsområdet har biflödesordning 3, vilket innebär att vattnet flödar genom totalt 3 vattendrag innan det når havet efter 293 kilometer. Avrinningsområdet består mestadels av skog (74 procent). Avrinningsområdet har 3,12 kvadratkilometer vattenytor vilket ger det en sjöprocent på 12,6 procent.